# 맛있는 녀석들 (영화)
《맛있는 녀석들》(영어: Kung Food)는 2018년 공개된 중국의 영화이다.

## 줄거리
푸드월드를 구할 만두 히어로의 등장!
만두 ‘바오’는 항상 그의 조상들처럼 위대한 영웅이 되는 것을 꿈꾼다.
그는 이 원대한 꿈을 실현하기 위해,
해적 퇴치 임무를 수행하는 해군 함대에 합류하기로 결심한다.
하지만 패기에 비해 평범한 무술 실력을 갖고 있던 ‘바오’는
그가 군함을 타고 항해할 자격이 없다는 것을 스스로 깨닫고
군함이 아닌 또 다른 배에 탑승하여 모험을 떠나는데….